# 学園小説
学園小説（がくえんしょうせつ）は、学校や学園を舞台に、学園内での人間関係を主として描いた小説である。

## 概要
明治期に学校制度が導入され、また少年少女向けの雑誌が発刊されるようになると、読者と同年代の少年少女を主人公とした小説も掲載されるようになった。その中の一形態として学園小説は発生したものと考えられる。
学園小説が一定の発展を見せたのは、少年雑誌よりも少女雑誌においてである。もっとも著名な作家としては『少女世界』の読者から作家デビューした吉屋信子があげられる。彼女は自身が属していた女学校文化を反映させた少女小説を数多く執筆し、その多くは学校を舞台にして女子学生同士の友情をテーマにしていた。こうした少女小説は戦後も引き継がれたし（たとえばコバルト文庫で80年代に活躍した氷室冴子の初期作品には吉屋信子の影響がうかがえる）、少女漫画などにも引き継がれた。多くの少年漫画がスポーツや冒険をテーマにしている傍らで、学園ラブコメディなどの分野を発達させたのは少女漫画の世界においてであった。
一方、1960〜70年代にSF作家達がジュブナイルという青少年向けの作品を書くようになり、その中には学校を舞台とするものが現れるようになった。筒井康隆『時をかける少女』（1967）や眉村卓『ねらわれた学園』（1973）などである。また小峰元は『アルキメデスは手を汚さない』（1973）にはじまる一連の青春推理小説で学校を舞台とする作品を書くようになった。
1980年代より、漫画やアニメを中心とするサブカルチャーが発展する中で、こうした各分野の学園小説のパターンが取り込まれて「学園もの」と呼ばれる分野を形成するようになる。中には『蓬萊学園シリーズ』（1991〜1997）のように「東京の南約1800kmの洋上に浮かぶ南方の島に建てられた生徒数推定10万人の全寮制巨大高校」というような現実の学校からかなり逸脱した設定も多く見られるようになった。
中国でも「校园小说」の名称で同ジャンルの作品が出版されている。